# 孫銘謙
孫銘謙（英語：Sun Ming Him，2000年6月19日—），生於香港，足球運動員，司職前鋒、左翼、左中場、左後衛，現時效力中國超級足球聯賽球會天津津門虎。

## 早年經歷
孫銘謙生於香港，由幼稚園同學帶起開始踢足球，後來更有爸爸不時陪他到公園練習。2008年，加入巴塞足球訓練學校。2016年，轉投飛馬梯隊。
2016年，孫銘謙參加「安聯少年足球營香港選拔賽」脫穎而出，於同年8月假德國慕尼黑舉行的足球營，接受德甲勁旅拜仁慕尼黑為期6天的特訓。
在鑽石山長大的孫銘謙小學就讀於真鐸學校，中學則就讀於拔萃男書院，並擔任足球校隊隊長。2016年代表學校出戰港九區學界賽，在決賽對西島中學時梅開二度，協助球隊以2–0勝出重奪失落的甲組冠軍。孫銘謙於當屆學界賽為學校取得8個入球，到2017年再次在決賽梅開二度衛冕冠軍。
2018年，孫銘謙中學畢業，升讀香港理工大學攻讀精神健康護理學學士課程，當年為理大贏得大專盃冠軍。2019年轉到香港中文大學修讀工商管理學系學士課程，於2023年畢業。

## 球會生涯

#### 凱景
2017/18年賽季，17歲的孫銘謙獲拔萃校隊教練馮凱文邀請，加入其執教的甲組聯賽球會凱景，展開球員生涯。
2018/19年賽季，凱景獲得港超聯作賽資格。孫銘謙在頂級聯賽獲得長足的上陣機會，於作客對佳聯元朗的聯賽比賽中射入職業生涯首個入球，唯球隊該季最終護級失敗。

#### 和富大埔
2019/20年賽季，孫銘謙跟隨恩師馮凱文轉投上屆港超冠軍球會和富大埔，改踢左閘的他站穩球隊正選之列，踢足所有聯賽、足總盃和高級組銀牌比賽，但賽季隨即因第一波新冠疫情暫停。該季他首度於洲際比賽上亮相，但在對吉打的亞協盃第二圈外圍賽中被球證罰紅牌驅逐離場。賽季重啟後，球會放棄角逐餘下本地賽事及退出亞協盃，更於季後自降甲組。
在教練的引薦下，孫銘謙原有機會到韓國發展，但因學業和新冠疫情而作罷。

#### 天水圍飛馬
2020/21年賽季，孫銘謙加盟天水圍飛馬，接收陳肇麒掛靴後的七號球衣。他重回翼鋒位置，全季上陣23場射入4球，並在香港足球明星選舉中首度奪得最佳年青球員榮譽。球會受財政問題影響於季後宣佈退出港超聯。

#### 東方
2021/22年賽季，孫銘謙加盟港東方龍獅，他在菁英盃的9場分組賽中全勤上陣，個人獨取7個入球。惟香港足球再次受第五波新冠疫情嚴重影響，自2022年2月以後，該季所有賽事被腰斬，包括東方已晉身決賽的足總盃在內。
2022/23年賽季，孫銘謙累積14個入球，打破前南區球員夏志明在2020/21年賽季創下的港超華人單季入球紀錄。在香港足球明星選舉中首度成為該季明星十一人之一，並衛冕最佳年青球員榮譽。
2023/24年賽季，孫銘謙改穿10號球衣，在這支年輕化的球隊中擔起更重要的崗位。

#### 滄州雄獅
已完成學業的孫銘謙，於球會和港隊的出色表現吸引國內球圈的注視。2024年2月，中超球會滄州雄獅宣佈孫銘謙加盟。他於新賽季第一場便以正選左翼衛身份上陣。2024年3月，他在主場對聯賽前列份子成都蓉城的比賽中取得中超首球助攻。2024年8月，孫銘謙於對陣河南的聯賽比賽中，在左路扭過兩名防守球員一射中柱，引致對方球員擺烏龍。2024年中超賽季，孫銘謙於大部份場次均踢足全場，只曾於3場比賽未有獲派上陣。

#### 天津津門虎
2025年1月6日，孫銘謙改投另一支中超球隊天津津門虎，迎戰2025年中超賽季。

## 國際賽生涯

#### 青年代表隊
孫銘謙U12已代表香港。U12時代配另一位高大前鋒董兆鏗拍檔。香港曾在旺角大球場舉辦亞洲U12友誼賽，有日本、朝鮮、澳門參加。日本隊U12奪得冠軍。
2013年，孫銘謙代表香港U13出戰由香港主辦的U14亞洲盃外圍賽。
2015年，孫銘謙於代表香港U16出戰在蒙古舉行的亞少盃外圍賽，由於同組的汶萊於賽前退出比賽，故此同組對手只剩下日本及蒙古兩隊，最終他在兩場外圍賽比賽均正選上陣，結果香港兩戰一勝一負，未能以四隊最佳次名隊伍的身份，再度晉身決賽周，
隨後孫銘謙於2017年獲徵召到香港U17備戰亞青盃外圍賽，更在8月19日以2–3僅負曼聯U16青年軍的賽馬會青少年足球精英匯友賽中擔任隊長，兼貢獻一球助攻和一記頭鎚中柱，而他賽後更壓倒曼聯球員獲選為賽事最有價值球員，和被曼聯青年隊教練團選為兩支本地球隊中的傑出球員表現獎。

#### 奧運隊
2018年10月，孫銘謙獲選代表香港B隊出戰港澳埠際賽，司職左閘的他正選登場，協助球隊再度衛冕。2019年年初，他繼續獲選出戰省港盃，主客兩回合均擔當正選，港隊勝利衛冕。
2019年3月，孫銘謙入選香港U23，到日本出戰U23亞洲盃外圍賽。
2023年9月，孫銘謙入選亞運隊出戰杭洲亞運足球比賽。他是球隊的正選左閘，協助港隊首次晉身賽事四強。

#### 香港成年代表隊
2019年6月11日，香港足球代表隊在友賽主場以0：2不敵中華台北隊，孫銘謙後備入替完成俗稱「大港腳」的香港成年代表隊「地標戰」。孫銘謙隨後繼續獲選，出戰2022年世界盃亞洲區外圍賽。2019年12月，他獲選出戰2019年東亞足球錦標賽決賽週。
2022年6月，香港隊在亞洲盃外圍賽三球擊敗柬埔寨，孫銘謙取得代表大港腳的首個入球，協助港隊相隔54年再度晉身亞洲盃決賽周。2022年7月，他獲選到日本參加2022年東亞盃決賽周，在三場比賽中均正選上陣。
2023年12月，孫銘謙入選香港隊出戰亞洲盃的決選名單，在對伊朗和巴勒斯坦的分組中均有上陣。

## 職業生涯數據

### 球會
最後更新：2024年1月5日
| 俱樂部   | 賽季     | 聯賽     | 聯賽 | 聯賽 | 足總杯 | 足總杯 | 高級組銀牌 | 高級組銀牌 | 菁英杯 | 菁英杯 | 洲際赛事 | 洲際赛事 | 總計 | 總計 |
| 俱樂部   | 賽季     | 層級     | 出賽 | 進球 | 出賽   | 進球   | 出賽       | 進球       | 出賽   | 進球   | 出賽     | 進球     | 出賽 | 進球 |
| -------- | -------- | -------- | ---- | ---- | ------ | ------ | ---------- | ---------- | ------ | ------ | -------- | -------- | ---- | ---- |
| 凱景     | 2017–18  | 港甲     | 14   | 2    | —      | —      | —          | —          | —      | —      | —        | —        | 14   | 2    |
| 凱景     | 2018–19  | 港超     | 15   | 1    | 1      | 0      | —          | —          | 2      | 0      | —        | —        | 18   | 1    |
| 總計     | 總計     | 總計     | 29   | 3    | 1      | 0      | —          | —          | 2      | 0      | —        | —        | 32   | 3    |
| 大埔     | 2019–20  | 港超     | 9    | 1    | 3      | 0      | 2          | 0          | 6      | 2      | 1        | 0        | 21   | 3    |
| 總計     | 總計     | 總計     | 9    | 1    | 3      | 0      | 2          | 0          | 6      | 2      | 1        | 0        | 21   | 3    |
| 飛馬     | 2020-21  | 港超     | 17   | 4    | —      | —      | —          | —          | 6      | 0      | —        | —        | 23   | 4    |
| 總計     | 總計     | 總計     | 17   | 4    | —      | —      | —          | —          | 6      | 0      | —        | —        | 23   | 4    |
| 東方     | 2021–22  | 港超     | 4    | 1    | 1      | 0      | —          | —          | 9      | 7      | 2        | 1        | 16   | 9    |
| 東方     | 2022–23  | 港超     | 18   | 8    | 2      | 1      | 3          | 1          | 9      | 4      | —        | —        | 32   | 14   |
| 東方     | 2023–24  | 港超     | 4    | 2    | 1      | 0      | 1          | 0          | 1      | 0      | —        | —        | 7    | 2    |
| 總計     | 總計     | 總計     | 26   | 11   | 4      | 1      | 4          | 1          | 19     | 11     | 2        | 1        | 55   | 25   |
| 滄州雄獅 | 2024     | 中超     | 27   | 0    | 0      | 0      | —          | —          | —      | —      | —        | —        | 27   | 0    |
| 總計     | 總計     | 總計     | 27   | 0    | 0      | 0      | —          | —          | —      | —      | —        | —        | 27   | 0    |
| 生涯總計 | 生涯總計 | 生涯總計 | 108  | 19   | 8      | 1      | 6          | 1          | 33     | 13     | 3        | 1        | 158  | 35   |

1. ↑  亞協盃外圍賽
2. ↑  賽事因新冠病毒大流行而取消
3. ↑  賽事因新冠病毒大流行而取消
4. ↑  賽事因新冠病毒大流行而腰斬，球隊只踢了4場聯賽
5. ↑  賽事因新冠病毒大流行而腰斬，球隊只踢了兩場比賽
6. ↑  賽事因新冠病毒大流行而停辦
7. ↑  賽事因新冠病毒大流行而腰斬，球隊只踢了9場比賽
8. ↑  亞協盃分組賽及半準決賽

### 國際賽事紀錄
- 除了2018年10月13日對澳門不屬於國際A級比賽，其餘比賽為國際A級比賽:

| 上陣次數 | 時間           | 地點                          | 對手     | 比數 | 賽事性質                 | 入球(累計) |
| -------- | -------------- | ----------------------------- | -------- | ---- | ------------------------ | ---------- |
| 1        | 2019年6月11日  | 香港 旺角大球場               | 中華臺北 | 0–2  | 國際友誼賽               | 0 (0)      |
| 2        | 2019年9月5日   | 柬埔寨 奧林匹克體育場         | 柬埔寨   | 1–1  | 2022年世界盃亞洲區外圍賽 | 0 (0)      |
| 3        | 2019年11月14日 | 香港 香港大球場               | 巴林     | 0–0  | 2022年世界盃亞洲區外圍賽 | 0 (0)      |
| 4        | 2019年12月14日 | 南韓 釜山亞運會主競技場       | 日本     | 0–5  | 2019年東亞足球錦標賽     | 0 (0)      |
| 5        | 2021年6月3日   | 巴林 穆哈拉格體育場           | 伊朗     | 1–3  | 2022年世界盃亞洲區外圍賽 | 0 (0)      |
| 6        | 2021年6月12日  | 巴林 穆哈拉格體育場           | 伊拉克   | 0–1  | 2022年世界盃亞洲區外圍賽 | 0 (0)      |
| 7        | 2022年6月1日   | 馬來西亞 武吉加里尔国家体育馆 | 马来西亚 | 0–2  | 國際友誼賽               | 0 (0)      |
| 8        | 2022年6月8日   | 印度 鹽湖體育場               | 阿富汗   | 2–1  | 2023年亞洲盃外圍賽第三輪 | 0 (0)      |
| 9        | 2022年6月11日  | 印度 鹽湖體育場               | 柬埔寨   | 3–0  | 2023年亞洲盃外圍賽第三輪 | 1 (1)      |

## 榮譽
拔萃男書院
- 香港港九區學界D1中學校際冠軍（2016、2017年）

香港代表隊
- 港澳埠際賽冠軍（2018年）
- 省港盃冠軍（2019年）

個人
- 賽馬會青少年足球精英匯 最有價值球員（2017）
- 賽馬會青少年足球精英匯 傑出球員表現獎（2017）
- 香港足球明星選舉 最佳青年球員（2020-21、2022-23季度）
- 香港足球明星選舉 明星十一人（2022-23季度）

## 外部連結
- 孫銘謙的Instagram帳戶
- 香港足球總會網頁球員註冊資料（页面存档备份，存于）